# Jan Thomas van Ieperen
Jan Thomas van Ieperen noto anche come Jan Thomas van Yperen (Ypres, 5 febbraio 1617 – Vienna, 6 settembre 1673) è stato un pittore, incisore e disegnatore fiammingo attivo ad Anversa e alla corte degli Asburgo a Vienna.
È noto per i suoi ritratti dei sovrani dell'Austria e per le sue scene pastorali, mitologiche e religiose.

## Biografia

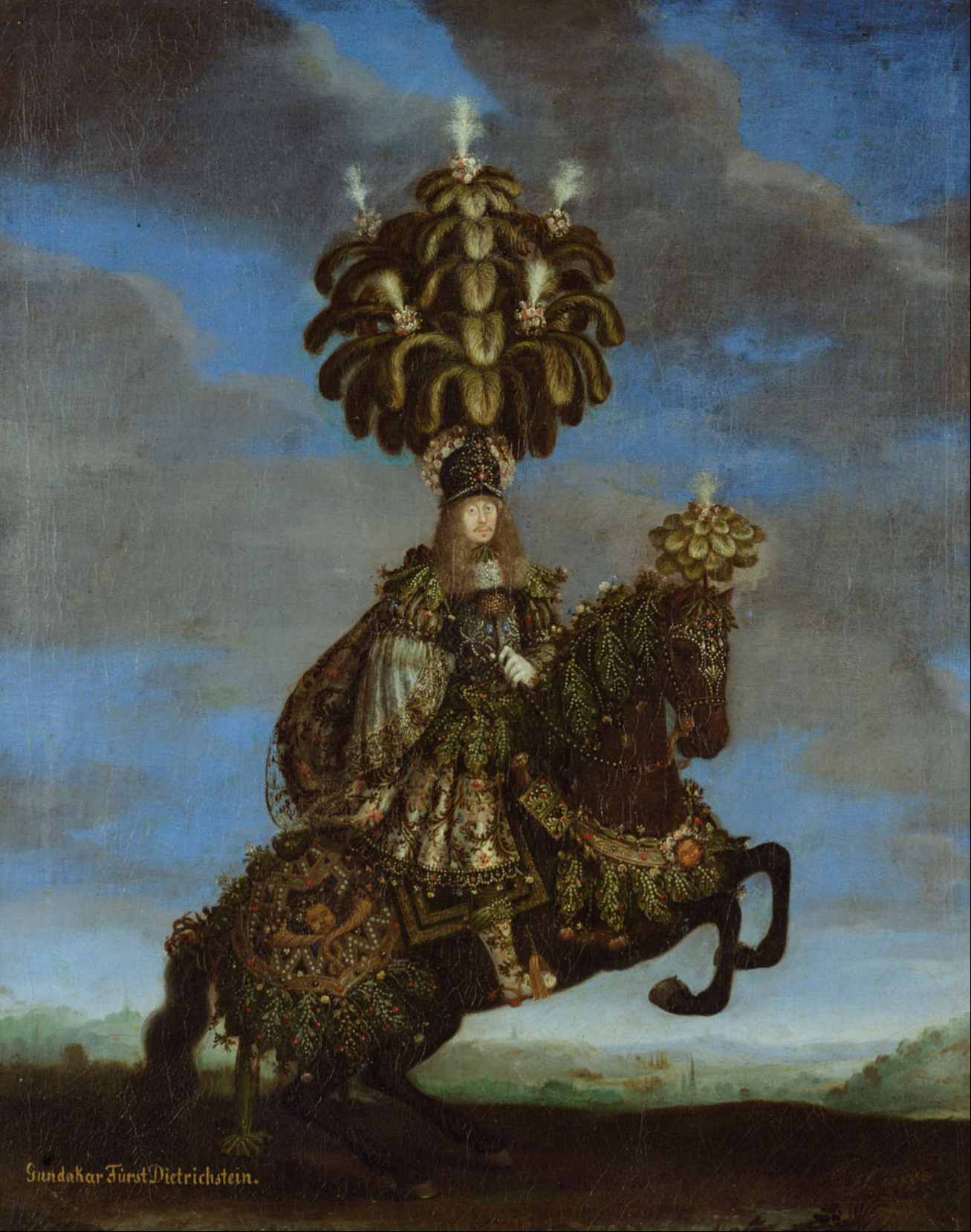
Gundakar, principe di Dietrichstein

Jan Thomas nacque ad Ypres, contea delle Fiandre (da qui il suo nome "van Ieperen", che significa "da Ypres") e morta Vienna.
Poco si sa sulla formazione dell'artista. Il biografo fiammingo del XVII secolo, Cornelis de Bie, scrisse nel suo 'Het Gulden Cabinet' 'che Jan Thomas era un allievo di Peter Paul Rubens. Tuttavia, gli studiosi moderni tendono a considerare Jan Thomas come uno dei tanti collaboratori del laboratorio di Rubens che assistette su grandi commissioni come le decorazioni per la Torre de la Parada, la residenza di caccia del re spagnolo (1636-1638).

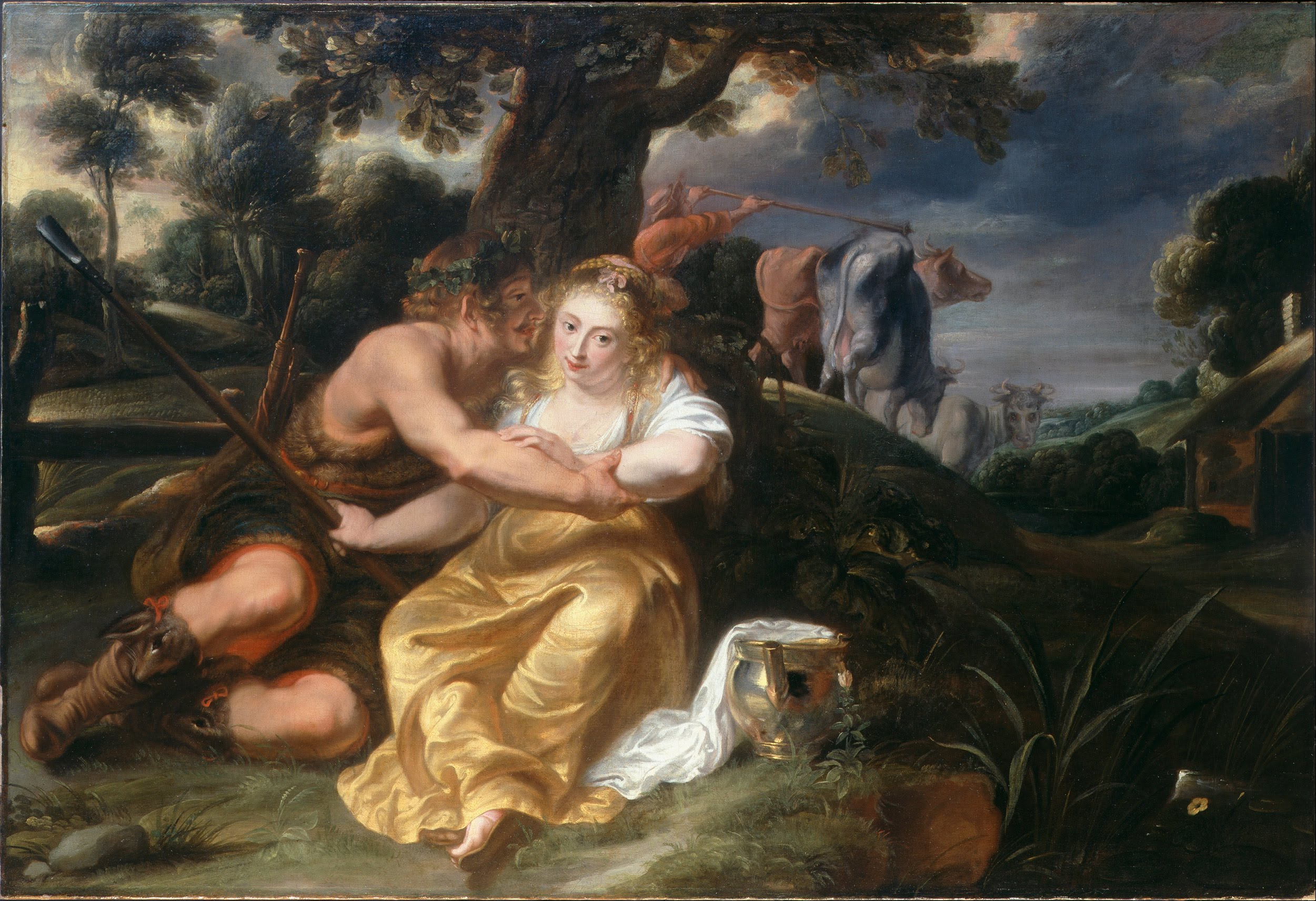
Pastori

Jan Thomas divenne un maestro nella Corporazione di San Luca di Anversa nel 1639/1640 e due anni dopo acquisì la cittadinanza di Anversa. Nel 1641/1642 ebbe come allievo Andris Lamberechts e l'anno seguente Andries de Coninck e Jacob Sons. Nel 1642 sposò Maria Cnobbaert, figlia del libraio di Anversa Joannes Cnobbaert. Nel 1652 il terzo figlio di Jan Thomas venne battezzato nella Chiesa di San Giacomo ad Anversa, a dimostrazione che viveva in quella città all'epoca.
Si ritiene che Jan Thomas lasciò Anversa nel 1654 per lavorare come pittore per il vescovo di Magonza, Johann Philipp von Schönborn, una delle corti più importanti dell'epoca. Intorno al 1658 fu a Francoforte sul Meno al tempo dell'incoronazione di Leopoldo I come imperatore del Sacro Romano Impero e dipinse un ritratto (ora perduto) dell'imperatore. In quel periodo ricevette anche commissioni dall'arciduca Leopoldo Guglielmo d'Austria. Dall'ultima parte degli anni 1650 Jan Thomas abitò certamente con la sua famiglia a Vienna dove ricevette incarichi dalla corte imperiale e dipinse i ritratti di Leopoldo I e di sua moglie Margherita Teresa in costume teatrale. Questi ritratti furono realizzati in occasione delle celebrazioni per il matrimonio della coppia imperiale nel 1666.
Jan Thomas ricevette commissioni anche dal clero e dall'aristocrazia, come ad esempio dalla Casa di Zrinski.  Dipinse un ritratto del generale e poeta Miklós Zrínyi poco prima della sua morte nel 1664.

## Opere
Oltre ai grandi dipinti religiosi, Jan Thomas dipinse paesaggi con figure mitologiche o pastorali e ritratti. Realizzò un gran numero di ritratti di Leopoldo Guglielmo e dell'imperatore Leopoldo I e di altri membri delle famiglie reali e aristocratiche nei territori asburgici.
Il suo stile mostra uno stretto rapporto con l'opera di Rubens, in particolare a quello finale dell'artista, che era stato inviato direttamente in Spagna. Questa è la prova che probabilmente lavorò nel laboratorio di Rubens alla fine della vita del maestro e/o subito dopo la sua morte. Come il suo contemporaneo Frans Wouters, molti dei suoi lavori traducono il monumentale stile barocco di Peter Paul Rubens nel piccolo contesto di pitture da galleria.

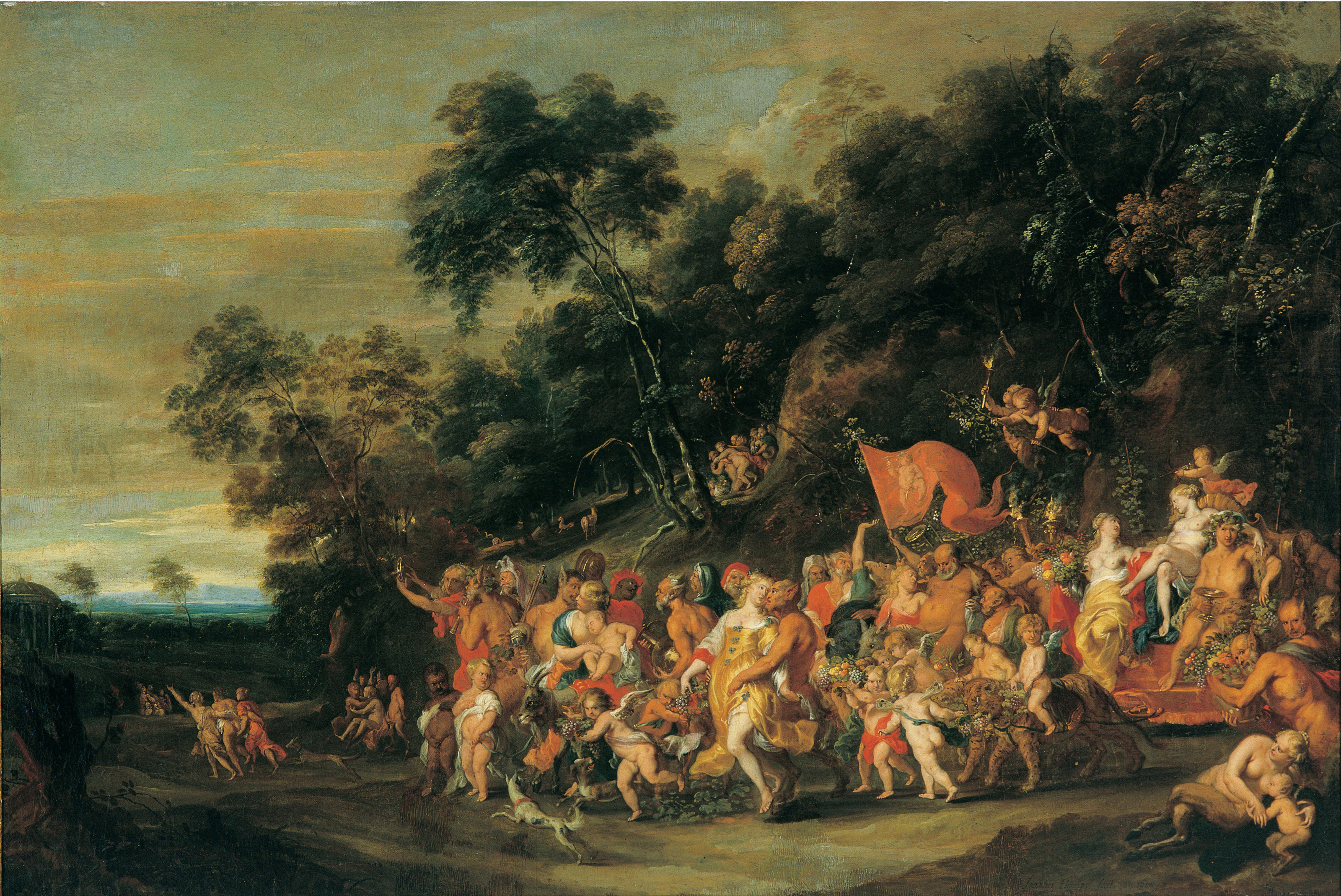
Il trionfo di Bacco

Intorno al 1658 Jan Thomas iniziò a lavorare con la nuova tecnica della mezzatinta. Una di queste opere in mezzatinta è un ritratto di Tiziano del 1661, dedicato all'Imperatrice Eleonora, vedova del padre di Leopoldo I, Ferdinando III. Oltre alle incisioni in mezzatinta, Jan Thomas realizzò anche xilografie. Realizzò incisioni di sue composizioni e di opere di altri artisti come Rubens, Antoon van Dyck, Gerrit Dou e Ambrogio Figino.

## Galleria d'immagini

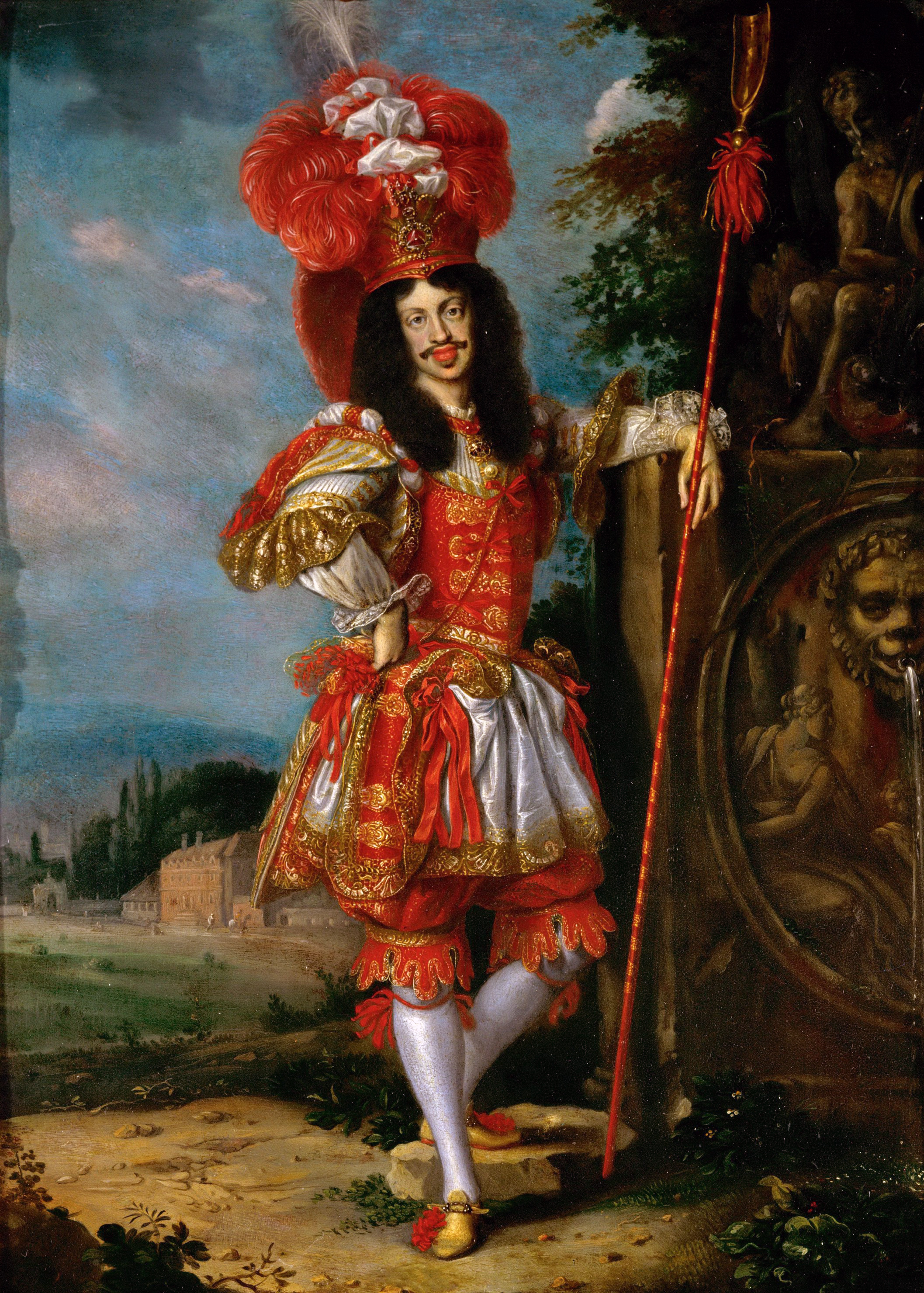
Leopoldo I nel costume di Aci nell'opera "La Galatea"
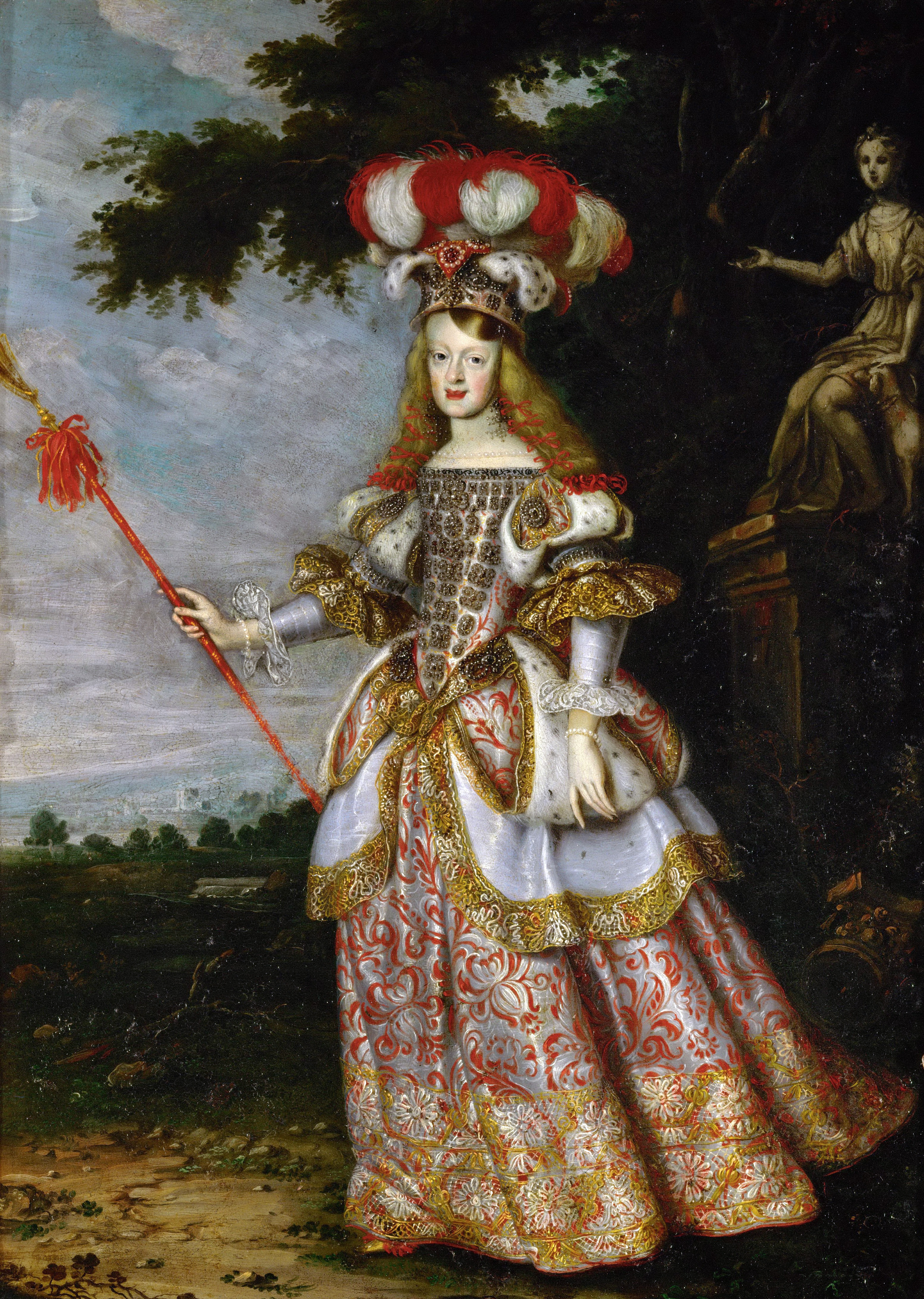
L'Infanta Margherita Teresa, Imperatrice, in costume teatrale